# Jiří Kladrubský
Jiří Kladrubský (ur. 19 listopada 1985 w Czeskich Budziejowicach) – czeski piłkarz, defensywny pomocnik występujący w klubie Dynamo Czeskie Budziejowice. Wcześniej grał w SK Czeskie Budziejowice, Sparcie Praga, Slovanie Bratysława, AEL Kallonis i AC Pavia.
17 grudnia 2007 został po raz pierwszy powołany do kadry na mecz ze Słowacją, a 21 grudnia 2007 zadebiutował w drużynie narodowej w meczu z Albanią.